# La cosa più importante
La cosa più importante è un singolo della cantante italiana Arisa, il terzo estratto dal quarto album in studio Se vedo te e pubblicato il 27 giugno 2014.

## Descrizione
La cosa più importante è stato scritto dalla stessa cantante insieme a Christian Lavoro. Il brano è stato presentato al Coca-Cola Summer Festival, per la prima volta.

Riguardo al brano, la cantante ha dichiarato: 

## Classifiche
| Classifica (2014)         | Posizione massima |
| ------------------------- | ----------------- |
| Italia (airplay italiane) | 29                |